# Турсбю
Турсбю (швед. Torsby) — город в Швеции, в лене Вермланд, центр одноимённой коммуны. Численность населения в 2005 году составляла 4012 человек.
Уроженцами Турсбю являются футбольный тренер Свен-Ёран Эрикссон, футболист Маркус Берг и биатлонист Микаэль Лёфгрен.
Турсбю является одним из центров лыжных видов спорта и базой подготовки шведских лыжников и биатлонистов. В 2006 году в Турсбю был построен самый длинный в Европе лыжный туннель протяженностью 1287 метров с четырьмя лыжнями.